# Hřbitov Port-au-Plâtre
Hřbitov Port-au-Plâtre je zaniklý hřbitov v Paříži, který se nacházel na Quai de la Rapée v dnešním 12. obvodu.

## Poloha
Hřbitov Port-au-Plâtre se nacházel ve čtyřúhelníku tvořeném quai de la Rapée, rue Traversière, rue de Bercy a rue Villiot, za skladištěm dřeva a sklady na okraji Port de l'Arsenal.

## Historie
I přes vydání ediktu z Fontainebleau mohli být francouzští protestanti pohřbíváni na cizích protestantských hřbitovech. Z tohoto důvodu Ludvík XV. toleroval otevření hřbitova Port-au-Plâtre v roce 1725 na utajeném místě, ale policii známém, aby zde byli pohřbíváni cizí a francouzští protestanti.
V roce 1777 Ludvík XVI. oficiálně potvrdil tuto toleranci otevřením hřbitova pro zahraniční protestanty v rue de la Grange-aux-Belles. Za Francouzské revoluce byl hřbitov Port-au-Plâtre uzavřen.

## Pohřbené osobnosti
- Členové rodiny Delessert
- Laurent Anglivie de La Beaumelle (1726–1773), spisovatel
- Georges Frederic Strass (1701–1773), klenotník